# Chazz Palminteri
 (décembre 2022).
Si vous disposez d'ouvrages ou d'articles de référence ou si vous connaissez des sites web de qualité traitant du thème abordé ici, merci de compléter l'article en donnant les références utiles à sa vérifiabilité et en les liant à la section « Notes et références ».
Calogero « Chazz » Palminteri est un acteur, réalisateur, scénariste et producteur américain né le 15 mai 1952 à New York aux États-Unis. 
D'origine sicilienne, il raconte son enfance dans le Bronx dans la pièce A Bronx Tale (en), cette dernière connait une adaptation cinématographique en 1993, Il était une fois le Bronx, dans laquelle Chazz Palminteri apparaît dans le rôle de Santino LoSpecchio (Sonny) et qui marque également la première réalisation de Robert De Niro. 
Il joue également dans le film Coups de feu sur Broadway (1994) de Woody Allen qui lui vaut de nombreuses nominations, ainsi que dans le film Usual Suspects (1995) de Bryan Singer. Durant les années 2010, il apparait dans plusieurs séries télévisées, dont Rizzoli and Isles (2010-2014), Modern Family (2010-2019), ou encore Godfather of Harlem (2019-2021).

## Biographie

### Jeunesse
Originaire du quartier new-yorkais du Bronx, Chazz Palminteri est né de parents Italo-Américains de confession catholique.

### Carrière
Il commence sa carrière au début des années 1980 dans les théâtres de New York. En 1984, il débute sur le grand écran dans Home free all de Steward Bird, où il tient le rôle d'un pirate de la route.
En 1986, il s'installe à Los Angeles et apparaît dans des séries télévisées telles que Capitaine Furillo (Hill Streets Blues) ou encore dans un épisode de la douzième saison de Dallas. Déjà, les origines italiennes de l'acteur et son physique typé lui réservent les rôles de gangsters ou de membre de la mafia. Parallèlement à ses activités télévisuelles, il développe le scénario de la pièce A Bronx Tale (en), dont il incarne lui-même les 35 personnages. Présentée à Los Angeles, la pièce rencontre un important succès critique et public.
En 1991, l'acteur repasse devant la caméra, avec la comédie Oscar de John Landis. Un an plus tard, il retrouve John Landis et les rôles de mafioso dans la comédie horrifique Innocent Blood. 
En 1993, il confie la réalisation de son Il était une fois le Bronx au néophyte Robert De Niro et se réserve l'un des premiers rôles du film. Un an plus tard, le comédien connaît la consécration avec Coups de feu sur Broadway de Woody Allen. Son rôle de mafieux dramaturge lui vaut une nomination à l'Oscar du meilleur acteur dans un second rôle, une autre aux Screen Actors Guild Awards, ainsi que le Prix du Meilleur second rôle masculin des Film Independent's Spirit Awards en 1995.
Toujours en 1995, l'acteur apparaît dans Jade de William Friedkin, puis passe pour une fois de l'autre côté de la loi en incarnant l'agent Dave Kujan dans Usual Suspects de Bryan Singer. Suspense toujours avec Diabolique de Jeremiah Chechik où il côtoie Isabelle Adjani, puis avec Les Hommes de l'ombre de Lee Tamahori.
Changement de registre en 1999 avec Mafia Blues (Analyze This) d'Harold Ramis, film porté par Billy Crystal et Robert De Niro pour lequel Chazz Palminteri incarne encore un parrain de la mafia, mais cette fois pour rire. Une voie comique que le comédien poursuit en prêtant sa voix dans Stuart Little (1999), puis en accompagnant Chris Rock dans la comédie Les Pieds sur terre (2001).

### Vie privée
Il est marié depuis 1992 à Gianna Ranaudo. Ils ont deux enfants : Dante Lorenzo Palminteri, né le 11 octobre 1995 et Gabriella Rose Palminteri, née le 25 décembre 2001.

## Filmographie

### Comme acteur
- 1984 : Home Free All de Stewart Bird : Un homme
- 1985 : Le Dernier Dragon (The Last Dragon) de Michael Schultz : Un fou
- 1991 : L'embrouille est dans le sac (Oscar) de John Landis : Connie
- 1992 : Innocent Blood de John Landis : Tony
- 1992 : There Goes the Neighborhood de Bill Phillips : Lyle Corrente
- 1993 : Il était une fois le Bronx (A Bronx Tale) de Robert De Niro : Sonny
- 1994 : Coups de feu sur Broadway (Bullets Over Broadway) de Woody Allen : Cheech
- 1995 : Usual Suspects (The Usual Suspects) de Bryan Singer : Dave Kujan
- 1995 : Jade de William Friedkin : Matt Gavin
- 1995 : La Famille Perez (The Perez Family) de Mira Nair : Lieutenant John Pirelli
- 1995 : The Last Word de Tony Spiridakis : Ricky
- 1996 : Diabolique de Jeremiah S. Chechik : Guy Baran
- 1996 : Ma femme me tue (Faithful) de Paul Mazursky : Tony
- 1996 : Les Hommes de l'ombre (Mulholland Falls) de Lee Tamahori : Elleroy Coolidge
- 1998 : Hollywood Sunrise (Hurlyburly) d'Anthony Drazan : Phil
- 1998 : Une nuit au Roxbury (A Night at the Roxbury) de John Fortenberry : Benny Zadir
- 1998 : S.C.A.R. (Justice sans sommation) (Scar City) de Ken Sanzel : Lieutenant Laine Devon
- 1999 : Mafia Blues (Analyze This) d'Harold Ramis : Primo Sidone
- 1999 : Stuart Little de Rob Minkoff : Smokey (voix)
- 2001 : Les Pieds sur terre (Down to Earth) de Chris Weitz et Paul Weitz : King
- 2001 : La Belle et le Clochard 2 (Lady and the Tramp II : Scamp's Adventure) de Darrell Rooney et Jeannine Roussel : Buster (voix)
- 2001 : One Eyed King de Bobby Moresco : Eddie Dugan
- 2002 : Poolhall Junkies de Mars Callahan : Joe
- 2003 : Just Like Mona de Joe Pantoliano
- 2003 : One Last Ride de Tony Vitale : Tweat
- 2004 : Noël (Noel) de lui-même : Arizona
- 2005 : La Véritable Histoire du Petit Chaperon rouge (Hoodwinked) de Cory Edwards : Woolworth (voix)
- 2005 : Animal de David J. Burke : Kassada
- 2005 : In the Mix de Ron Underwood : Frank
- 2006 : Il était une fois dans le Queens (A Guide to Recognizing Your Saints) de Dito Montiel : Monty
- 2006 : Arthur et les Minimoys (Arthur and the Invisbles) de Luc Besson : l'agent de voyage
- 2006 : La Peur au ventre (Running Scared) de Wayne Kramer : Inspecteur Rydell
- 2006 : Push de David Rodriguez : Vince
- 2006 : Little Man de Keenen Ivory Wayans : Monsieur W
- 2007 : Protection rapprochée (Body Armour) de Gerry Lively : Lee Maxwell
- 2007 : The Dukes de Robert Davi : George
- 2008 : Yonkers Joe de Robert Celestino : Yonkers Joe
- 2008 : Jolene de Dan Ireland : Sal Fontaine
- 2009 : Once More with Feeling de Jeff Lipsky : Frank Gregorio
- 2012 : Mighty Five de Debbie Goodstein : Joe Fine
- 2012 : The Oogieloves in the Big Balloon Adventure de Matthew Diamond : Marvin Milkshake
- 2013 : Henry & Me de Barrett Esposito : Babe Ruth (voix)
- 2013 : Last I Heard de David Rodriguez : Ben Rose
- 2014 : Une mère à la dérive (Final Recourse) de Barbara Stepansky : Jerry
- 2015 : Legend de Brian Helgeland : Angelo Bruno
- 2019 : Vault de Tom DeNucci : Raymond
- 2020 : Clover de Jon Abrahams : Tony

### Télévision

#### Séries télévisées
- 1986 : Capitaine Furillo (Hill Street Blues) : Sonny Cappelito
- 1987 : Matlock : Sergent Marcy
- 1989 : Dallas : Frank
- 1989 : Un flic dans la mafia (Wiseguy) : Peter Alatorre / Sal Rosselli
- 1989 : Valerie : Leslie
- 1989 : 1st & Ten : Al
- 1990 : Sydney : Tony
- 1999 : Dilbert : Leonardo de Vinci (voix)
- 2004 : Dr Vegas : Duke Walcott
- 2005 : Kojak : Capitaine Frank McNeil
- 2010 / 2012 / 2014 : Rizzoli and Isles : Frank Rizzoli, Sr.
- 2010 - 2012 / 2014 / 2017 / 2019: Modern Family : Shorty (6 épisodes)
- 2012 - 2013 : Blue Bloods : Angelo Gallo (2 épisodes)
- 2014 : New York, unité spéciale (Law and Order: Special Victims Unit) (saison 15, épisode 12) : Perry Cannavaro
- 2017 : Kevin Can Wait : Vincent
- 2017 - 2018 : Voltron : Legendary Defender : Burr (voix, 2 épisodes)
- 2019 - 2021 : Godfather of Harlem : Joe Bonanno (13 épisodes)
- 2021 : New York, crime organisé (Law and Order: Organized Crime) : Manfredi Sinatra (saison 1, épisode 1)

#### Téléfilms
- 1987 : Glory Years d'Arthur Allan Seidelman : Drummond
- 1989 : Peter Gunn de Blake Edwards : Un soldat
- 1999 : Falcone contre Cosa Nostra (adaptation du roman Excellent Cadavers) de Ricky Tognazzi : Giovanni Falcone
- 2001 : Boss of Bosses (en) de Dwight H. Little : Paul Castellano

### Comme réalisateur
- 1996 : Dante and the Debutante
- 2002 : Women vs. Men (TV)
- 2004 : Noël

### Comme producteur
- 1996 : Dante and the Debutante

## Voix francophones
En version française, Chazz Palminteri n'a pas de voix régulière. Il est dans un premier temps doublé par Marc Alfos dans L'embrouille est dans le sac et Mario Santini dans Innocent Blood. Bernard-Pierre Donnadieu le double en 1994 dans Coups de feu sur Broadway et en 1995 dans Usual Suspects, avant de le retrouver dans La Peur au ventre en 2006. Hervé Bellon le double en 1993 dans Il était une fois le Bronx puis en 2006 dans Il était une fois dans le Queens. En parallèle, il est notamment doublé par Antoine Tomé dans Les Hommes de l'ombre, Jean-François Aupied dans Jade, Gérard Darier dans Diabolique, Daniel Beretta dans Mafia Blues ou encore Michel Papineschi dans Falcone contre Cosa Nostra
Patrick Floersheim le double en 2005 dans Kojak, et le retrouve au début des années 2010 dans Une mère à la dérive et New York, unité spéciale. Gabriel Le Doze le double dans Little Man, Jean Barney est sa voix dans Modern Family et Blue Bloods, tandis que Philippe Dumond est sa voix dans Rizzoli et Isles.